# Homer L. Lyon

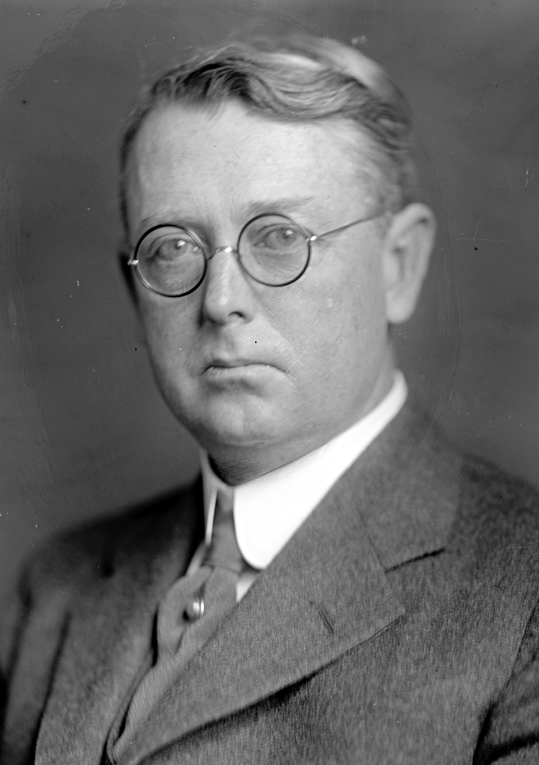
Homer L. Lyon

Homer Le Grand Lyon (* 1. März 1879 in Elizabethtown, Bladen County, North Carolina; † 31. Mai 1956 in Whiteville, North Carolina) war ein US-amerikanischer Politiker. Zwischen 1921 und 1929 vertrat er den Bundesstaat North Carolina im US-Repräsentantenhaus.

## Werdegang
Homer Lyon besuchte die öffentlichen Schulen seiner Heimat und danach die Davis Military School in Winston-Salem. Nach einem anschließenden Jurastudium an der University of North Carolina in Chapel Hill und seiner im Jahr 1900 erfolgten Zulassung als Rechtsanwalt begann er in Whiteville in diesem Beruf zu arbeiten. Gleichzeitig schlug er als Mitglied der Demokratischen Partei eine politische Laufbahn ein. Zwischen 1901 und 1921 war er Delegierter auf allen regionalen demokratischen Parteitagen in North Carolina. In den Jahren 1904 und 1940 nahm er auch an den Democratic National Conventions teil. Von 1913 bis 1920 war er Staatsanwalt im achten Gerichtsbezirk seines Staates.
Bei den Kongresswahlen des Jahres 1920 wurde er im sechsten Wahlbezirk von North Carolina in das US-Repräsentantenhaus in Washington, D.C. gewählt, wo er am 4. März 1921 die Nachfolge von Hannibal Lafayette Godwin antrat. Nach drei Wiederwahlen konnte er bis zum 3. März 1929 vier Legislaturperioden im Kongress absolvieren. Im Jahr 1928 verzichtete Lyon auf eine weitere Kongresskandidatur. Bis 1950 praktizierte er dann wieder als Rechtsanwalt; danach zog er sich in den Ruhestand zurück. Homer Lyon starb am 31. Mai 1956 in Whiteville.